# Jet FM
Jet FM est une station de radio associative émettant depuis Saint-Herblain (agglomération de Nantes) depuis 1986 et diffusant ses programmes en FM et sur internet.

## Présentation
Jet FM a été créée en 1986 à Saint-Herblain, dans le quartier de Bellevue, sous le nom de Fun FM. Elle changera ensuite de nom pour Parpaing FM avant de prendre sa dénomination actuelle. Elle émet sur le 91.2 FM à Saint-Herblain - Nantes ainsi qu'en streaming.
Jet FM est portée par une équipe de salariés et d’animateurs bénévoles, proposant un média engagé, sensible, informatif, culturel et artistique.
Les arts radiophoniques sont au centre de la démarche de Jet FM : diffusion et production de créations, co-organisation d’évènements avec l’association Histoires d’Ondes, dont le festival [Sonor]. 
La radio mène de nombreuses actions pédagogiques dans le but de sensibiliser les publics à l’écoute et à la pratique du son. Ouverture des studios à des publics scolaires et jeunes, accueil de sessions de formations professionnelles mais aussi accompagnement d’auteurs ou de structures dans leurs démarches de création radiophonique.

## Programmation

### Programmes musicaux
La programmation musicale cherche, creuse, sillonne, explore les musiques d’hier et d’aujourd’hui, négligeant les étiquettes, accueillant toutes les provenances, se jouant des contraintes, révélant l'humeur du jour de l'être humain aux platines. 
En direct la plupart du temps du lundi au vendredi l'après-midi, rediffusée de manière aléatoire les nuits, matinées et week-end, la musique se décline aussi en journées spéciales autour d’un thème, d’un artiste, d’un label, au gré d'invitations faites aux mélomanes qui côtoient la radio. 

### Liste des émissions de la rédaction de Jet FM
La rédaction de Jet FM est dirigée par Alexandra Jore. Elle propose une émission du lundi au vendredi, à 18h. Cette émission est appelée "Au Flux et à Mesure". 